# Angelo Quaglio I
Michel Angelo Quaglio (* 13. August 1778 in München; † 2. April 1815 ebenda) war ein deutscher Zeichner, Maler, Grafiker und Lithograf. Für das Münchner Isartortheater wirkte er als Bühnenmaler.

## Leben
Quaglio, Spross der italienisch-deutschen Künstlerfamilie Quaglio, ältester Sohn von Giuseppe Quaglio, Bruder von Domenico II und Simon Quaglio, Onkel des Angelo II und Julius Quaglio, erhielt ersten Unterricht im väterlichen Hause, malte dann Landschaften in Ruysdaels Manier, klassizistisch inspirierte Architekturbilder und Theaterdekorationen für das Isartortheater (insbesondere zum „Donauweibchen“ und zu den „Kreuzfahrern“). Er bereiste Italien, so auch Rom, wo er eine Innenansicht des Petersdoms entwarf. Seine Arbeiten wurden wegen ihrer perspektivischen Wirkung gerühmt. Quaglio wurde vom Hof des bayerischen Kurfürsten Karl Theodor engagiert und machte Bekanntschaft mit dem Kölner Sammler, Kunst- und Architekturhistoriker Sulpiz Boisserée, in dessen Auftrag er unter anderem eine Ansicht des Kölner Domes zeichnete. Diese und weitere Zeichnungen flossen als Vorlagen in das ab 1822 herausgegebene Tafelwerk Ansichten, Risse und einzelne Theile des Doms von Köln ein.